# Benoît Sicart
Pour les articles homonymes, voir Sicart.

a Compétitions nationales et continentales officielles uniquement.

b Matchs officiels uniquement.
Dernière mise à jour le 30 avril 2015.
Benoît Sicart, né le 23 avril 1990 à Narbonne, est un joueur de rugby à XV français. Il évolue au poste d'arrière ou ailier.

## Biographie
Formé au Racing Club Narbonne Méditerranée, il rejoint ensuite le Montpellier Hérault Rugby où il joue son premier match en Top 14 le 29 décembre 2010 contre Biarritz au Stade Yves-du-Manoir de Montpellier. Il rentre à la 41e minute du match et voit son équipe l'emporter 22 à 16. À la fin de la saison 2012-2013, il prolonge son contrat de deux années supplémentaires avec le club héraultais. Il rejoint ensuite le Sporting union Agen Lot-et-Garonne en 2015-2016, puis le Sporting club albigeois l'année suivante, cette fois en Pro D2. Après six saisons à Albi, il rejoint l'UA Gaillac en 2022, en Fédérale 2, où il termine sa carrière de joueur.

## Sélections internationales
- Sélections en équipe de France de rugby à sept
- Sélections en équipe de France universitaire
- Sélections en équipe de France moins de 20 ans
- Sélections en équipe de France moins de 19 ans
- Sélections en équipe de France moins de 18 ans
- Sélections en équipe de France moins de 17 ans

## Palmarès
- Champion de France juniors Reichel en 2011 avec le Montpellier Hérault rugby.
- Champion d'Europe des moins de 18 ans avec l'équipe de France en 2008 à Trévise.